# Whistle Rymes
Whistle Rymes je druhé sólové album Johna Entwistlea.

## Seznam skladeb
Autorem všech skladeb je John Entwistle.
1. "Ten Little Friends" (4:03)
2. "Apron Strings" (3:47)
3. "I Feel Better" (4:46)
4. "Thinkin' It Over" (3:12)
5. "Who Cares?" (4:28)
6. "I Wonder" (2:58)
7. "I Was Just Being Friendly" (3:33)
8. "The Window Shopper" (3:28)
9. "I Found Out" (3:51)
10. "Nightmare (Please Wake Me Up)" (6:16)